# Rheinland (Missouri)

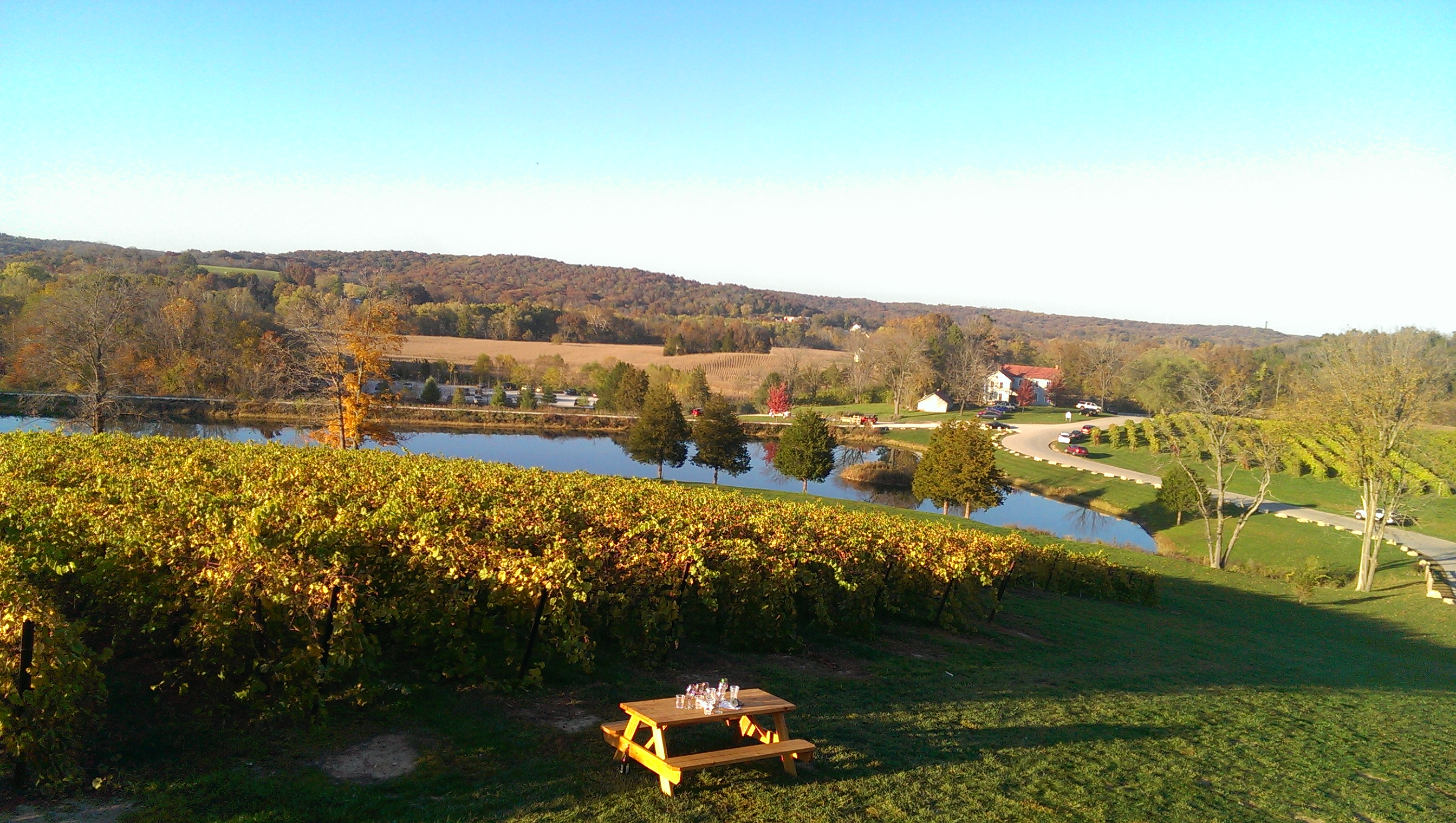
Weingut bei Defiance

Das Rheinland von Missouri (englisch Missouri Rhineland) liegt westlich von St. Louis bis etwas östlich von Jefferson City beiderseits des Flusses Missouri. Das Gebiet wurde aufgrund von Ähnlichkeiten in Boden und der Topografie nach dem deutschen Rheinland benannt.

## Geologie
Die Böden des Tals des Missouri und der umliegenden Gebiete bestehen aus Tonerde und Hornstein. Weiter nördlich ist der Boden von Gletscherablagerungen und Löss geprägt.

## Geschichte
Nach Erscheinen Gottfried Dudens Bericht über eine Reise nach den westlichen Staaten Nordamerikas, in dem Missouri beschrieben wurde, entschieden sich Tausenden Deutsche zur Ansiedlung. Im Jahr 1832 erwarben Mitglieder der so genannten Berliner Gesellschaft gemeinschaftlich Land, aus dem das Dorf Dutzow entstand, benannt nach einem pommerschen Landgut.
Unter der Leitung von Friedrich Münch und Paul Follen von der Gießener Auswanderergesellschaft kamen 1834 verstärkt deutsche Einwanderer in die Gegend. Die Deutsche Ansiedlungs-Gesellschaft zu Pennsylvania initiierte Gründung von Hermann und entwickelte die Vision, dass die Region ein „Herz von Deutsch-Amerika“ werden könnte.
Im heutigen Perry County wurden ab 1839 sieben Orte gegründet, die alle Namen sächsischer oder thüringischer Orte tragen: Altenburg, Dresden, Frohna, Johannisberg, Paitzdorf, Seelitz, und Wittenberg.
In der Region z. B. in Hermann werden heute noch Maifest und Octoberfest gefeiert.

## Weinbau
Der Boden an den Hängen rund um Hermann war für viele Formen der Landwirtschaft ungeeignet, aber ideal für den Weinanbau. Grundstücke wurden hier mit der Auflage verkauft, Weinberge zu pflanzen. So gründeten deutsche Siedler Mitte des 19. Jahrhunderts die ersten Weinkellereien. Später errichteten italienische Einwanderer ihre eigenen Weinberge, vor allem in der Nähe von Rolla in Phelps County. Bis zur Prohibition war Missouri der zweitgrößte weinproduzierende Staat der USA. 
In den 1960er Jahren begannen die Winzer mit dem Wiederaufbau. Im Jahr 1980 wurde ein Gebiet um Augusta als erstes Amerikanisches Weinbaugebiet ausgewiesen.

## TheWeinstrasse
Entlang der Autobahn 94 (Missouri Route 94) zwischen Defiance und Marthasville gibt es so viele Weingüter, dass die Autobahn den deutschen Spitznamen Weinstrasse erhalten hat. Viele der Weingüter liegen hoch oben auf den nach Süden ausgerichteten Klippen über dem Fluss.

## Verweise
- "Historic Hermann, MO, Heart of Missouri Wine Country", Webseite von Hermann, Missouri
- "History of Washington", Washington Historical Society
- German American History Sources, Northwest Missouri State University Library